# Altenburg-Maler

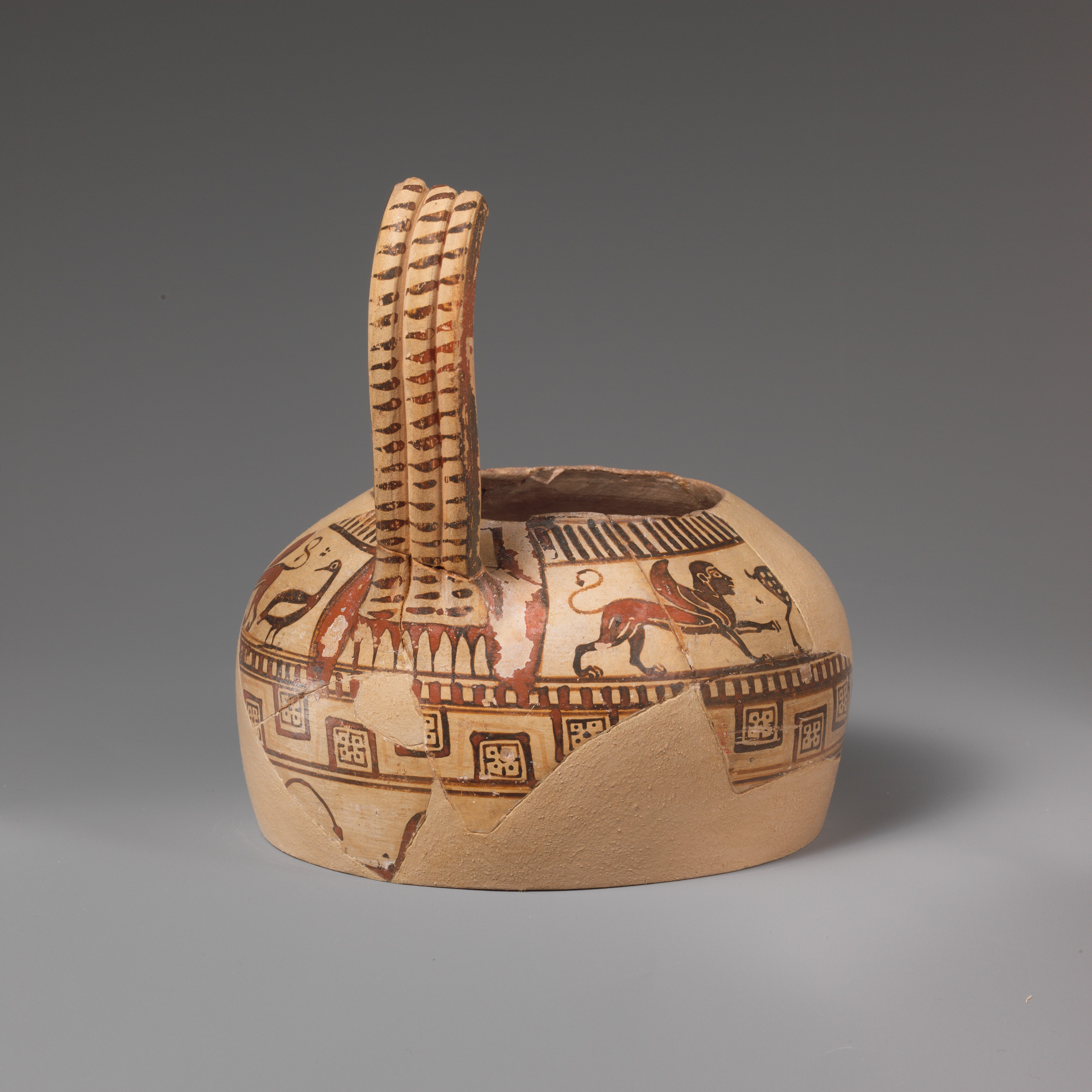
Fragment einer Oinochoe des Altenburg-Malers

Mit dem Notnamen Altenburg-Maler wird ein namentlich heute nicht mehr bekannter Vasenmaler bezeichnet, der in der zweiten Hälfte des 6. Jahrhunderts v. Chr. wohl der Erfinder des Fikellura-Stils der ostgriechischen Vasenmalerei zur Zeit des orientalisierenden Stils war.
Der Altenburg-Maler war der erste milesische Maler des Fikellura-Stils, der seine Vasen am Hals mit einem Ornament aus Sicheln verzierte. Zudem stellte er seine Tiere als erster ohne ausgesparte Köpfe dar. In seinen jüngeren Arbeiten zeigte der Künstler auch Menschen in Komos- und Symposionszenen. Benannt wurde der Maler nach seiner Namenvase, die sich im Lindenau-Museum Altenburg befindet. Er ist neben dem Läufer-Maler der bedeutendste Vertreter der Fikellura-Maler.